# Þangbrandr
Þangbrandr o  Þorbrandr (nórdico antiguo: Þangbrandr Vilbaldússon) fue un misionero enviado a Islandia por el rey Olaf Tryggvason con el propósito de convertir al Cristianismo a los habitantes paganos de la isla. Snorri Sturluson le describe así:
| Hubo un sacerdote sajón de la casa de Olaf llamado Þangbrandr, apasionado e ingobernable, un asesino de hombres, pero también era un buen estudioso y hombre inteligente. —Saga del rey Olaf Trygvason (80), Trad. Laing |

## Origen
El origen de Þangbrandr es incierto. Según algunas fuentes, era hijo de un desconocido Vilbaldus, un conde del Ducado de Sajonia según Brennu-Njáls saga, o de la Archidiócesis de Bremen según Óláfs saga Tryggvasonar en mesta. Pero también se le ha adjudicado la nacionalidad flamenca según Historia de Antiquitate Regum Norwagiensium. Es probable que fuese un clérigo al servicio del obispo de Bremen, según la saga de Kristni y Óláfs saga Tryggvasonar en mesta. Cualquiera que fuese su procedencia, su nombre tiene un claro referente germánico, que procede del alto alemán antiguo *Dankbrant.

## Encuentro con Óláfr Tryggvason
El Obispo de Bremen fue invitado a Inglaterra por el Obispo de Canterbury. Þangbrandr le acompañó. En Inglaterra se le ofreció un escudo con un Cristo crucificado dibujado. A su regreso a Sajonia, Óláfr Tryggvason estaba allí y al ver el escudo de Þangbrandr, se vio complacido. El clérigo le regaló el escudo y el rey le prometió ayuda y protección en el caso de que le necesitase.

## Misionero en Noruega
Tras pelear por una mujer con uno de los hombres del emperador que acabó con muerte, Þangbrandr se vio obligado a escapar y se reunió con Óláfr en Inglaterra, quien le tomó a su servicio. Cuando Óláfr regresó a Noruega, Þangbrandr fue encargado de bautizar a los habitantes del reino de Hordaland, aunque pronto se vio en la escasez económica y comenzó a robar a aquellos que todavía profesaban el paganismo nórdico. También encabezó una misión evangelizadora a las Islas Feroe.

## Misionero en Islandia
Como penitencia Óláfr le envió a Islandia, donde las tentativas misioneras de Thorvaldur Kodransson y Stefnir Þórgilsson habían fracasado.
La misión de Þangbrandr comenzó en 997. Tuvo éxito con la conversión de Síðu-Hallur Þorsteinsson, un prominente caudillo local. Viajó por todo el país y otros también importantes personajes aceptaron el bautismo o por lo menos recibir la prima signatio, una forma provisional de aceptación previa al bautismo por parte de la Iglesia para favorecer los intercambios comerciales con los paganos. Pero tuvo más oponentes que seguidores y las dificultades se hacen patentes en la saga de Njál de una forma «viva, aunque probablemente exagerada». En la misma saga se enfrenta a un berserker llamado Ótrygg a quien derrota y mata. Fue retado a un holmgang (duelo) por un tal Þorkell a quien derrotó, pese a que llevó un crucifijo en lugar de un escudo. Algunos de sus enemigos pagaron a un hechicero para desprenderse de tan molesta compañía y tuvo como resultado, según el relato, la apertura del suelo a los pies de Þangbrandr. La tierra se tragó a su caballo pero él pudo escapar. El misionero mató al escaldo Vetrliði Sumarliðason quien había compuesto versos difamatorios (níð) sobre él y le siguió otro escaldo Þorvaldr veili, a quien también mató y que había reunido una tropa para asesinarle. Steinunn Refsdóttir, madre de Hofgarða-Refr, rogó a la antigua fe contra él, intentando demostrar la superioridad de Thor sobre Cristo:
Has escuchado dijo ella, como Thor ha retado a Cristo en combate singular, ¿y ahora no se atreve a luchar contra Thor?. Þangbrandr entonces derrotó a un berserker y fue proscrito por la muerte del hombre que había matado.
Tras dos años en Islandia, regresó a Noruega y explicó al rey que había fallado en su intento misionero:
Þangbrandr el sacerdote regresó de Islandia al rey Olaf, y explicó el fracaso de su viaje; es decir, que los islandeses se habían burlado de él; y que algunos incluso se había atrevido a intentar matarle, y que había muy poca esperanza en aquellas tierras de hacerse cristianas.

—Saga del rey Olaf Trygvason (91), Trad. Laing
Cuando el rey Óláfr supo de esto, se enojó mucho y amenazó con mutilar o matar a todos los paganos islandeses que se encontrasen en la ciudad en aquel momento. Pero Gizur Teitsson "el Blanco" y Hjalti Skeggiason, que habían sido convertidos por Þangbrandr, hablarón con él y le persuadieron. Ellos explicaron que Þangbrandr fracasó porque actuó con violencia y asesinatos (argumento según la versión Óláfs saga Tryggvasonar y Óláfs saga Tryggvasonar en mesta; sin embargo en la saga de Kristni, inciden en el hecho que Þangbrandr era un extranjero) y que ellos se comprometían a predicar la fe cristiana en Islandia. La conversión de Islandia fue un asunto que se decidió en el Alþingi de 999 o 1000.